# The Answering Machine
The Answering Machine fue una banda de  Indie rock formada en Mánchester, Inglaterra.

## Biografía
La banda se formó en octubre de 2005 en la Universidad de Mánchester. Martin y Pat escribieron canciones juntos en su último año en la universidad, y Gemma se unió en el bajo poco después. Su primer concierto fue en Retro Bar en Mánchester el 1 de marzo de 2006. La banda tocó como de 3 piezas (Martin, Pat y Gemma), hasta agosto de 2007. Hasta este punto se utiliza una caja de ritmos llamada Mustafa Beat.
The Answering Machine lanzó su primer sencillo, "Oklahoma", el 16 de octubre de 2006, el sencillo fue limitado a 500 copias de vinilo, y se agotaron en 2 días. Segundo sencillo, "Silent Hotels" fue lanzado el 18 de junio de 2007. El sencillo fue una vez más limitada a 500 copias de vinilo. Lanzaron su tercer sencillo, "Lightbulbs" el 5 de noviembre de 2007 con Regal Records. La banda lanzó su 1.er single oficial "Cliffer" en marzo de 2009 con Heist or Hit Records.
La banda tocó en el festival de Glastonbury 2007 y el festival SXSW 2008. Han realizado una gira de título del Reino Unido en mayo/junio de 2007, y una gira de apoyo a The Rumble Strips en octubre/noviembre de 2007.
Ahora han terminado la grabación de su álbum de debut producido por Dave Eringa en Warren House Farm Studios en Yorkshire y mezclado en los estudios de Beethoven Street, Londres. El álbum debut Another City, Another Sorry fue lanzado el 15 de julio de 2009.
"It's Over, It's Over, It's Over" aparece en el videojuego FIFA 10. La banda también tuvo dos canciones que aparecen en el programa de televisión de la BBC Gavin y Stacey, durante el segundo episodio de la tercera serie.
La banda se separó en buenos términos en 2011.

## Miembros
Martin Colclough - Voz, Guitarra 

Pat Fogarty - Guitarra, Voces 

Gemma Evans - Bajo, Voces

Ben Perry - Drums, Glockenspiel

## Discografía

### Álbumes de estudio
- Another City, Another Sorry (Heist Or Hit Records)  - 2009

### Sencillos
- Oklahoma (High Voltage Sounds) - 16 de octubre de 2006
- Silent Hotels (High Voltage Sounds) - 18 de junio de 2007
- Lightbulbs (Regal Records) - 5 de noviembre de 2007
- Cliffer (Heist Or Hit Records) - 3 de marzo de 2009
- Obviously Cold (Heist Or Hit Records) - 1 de junio de 2009
- Oklahoma (Heist Or Hit Records) - 10 de agosto de 2009
- Emergency/It's Over! It's Over! It's Over! (Heist Or Hit Records) - 23 de Noviembre 2009